# Final de la Copa d'Europa de futbol de 1960
La final de la Copa d'Europa de 1960 va ser un partit de futbol jugat al Hampden Park de Glasgow, Escòcia, el 18 de maig de 1960 com a cloenda de la Copa d'Europa de 1959-60.
El partit el van disputar el quatre vegades campió, el Reial Madrid d'Espanya, l'únic equip que havia guanyat la competició anteriorment, i l'Eintracht Frankfurt d'Alemanya Occidental.
Considerat un dels millors partits de futbol mai jugats, el Reial Madrid va guanyar per 7-3 davant d'una multitud rècord de més de 127.000 persones. Els jugadors del Reial Madrid Alfredo Di Stéfano (3) i Ferenc Puskás (4) van marcar hat-tricks a la final.
Fins a la final de la Lliga de Campions de la UEFA del 2025, en què el Paris Saint-Germain va derrotar l'Inter de Milà per 5-0, el partit ostentava el rècord del marge de victòria més gran en una final de la Copa d'Europa.

## Rerefons
El Reial Madrid havia guanyat les quatre primeres edicions de la Copa d'Europa el 1956, 1957, 1958 i 1959.
L'Eintracht Frankfurt no havia jugat en competicions europees abans del 1959, però un onze inicial del Frankfurt, format per jugadors de la ciutat, va competir a la primera Copa de Fires del 1955–58.
Inicialment, el partit estava en dubte, ja que l'Associació Alemanya de Futbol (DFB) havia prohibit als seus clubs participar en partits amb qualsevol equip que inclogués Ferenc Puskás. Després de la derrota contra l'Alemanya Occidental a la final de la Copa del Món de la FIFA de 1954, Puskas –que havia marcat al partit per l'equip hongarès derrotat– va al·legar que els jugadors de l'Alemanya Occidental havien consumit drogues. Com a resultat, Puskás va haver de demanar disculpes formals per escrit a la DFB abans que el partit pogués tenir lloc.

## Ruta cap a la final
| Reial Madrid  | Reial Madrid | Reial Madrid | Reial Madrid | Ronda           | Eintracht Frankfurt | Eintracht Frankfurt | Eintracht Frankfurt | Eintracht Frankfurt |
| ------------- | ------------ | ------------ | ------------ | --------------- | ------------------- | ------------------- | ------------------- | ------------------- |
| Opponent      | Agg.         | 1r leg       | 2n leg       |                 | Opponent            | Agg.                | 1r leg              | 2n leg              |
| Jeunesse Esch | 12–2         | 7–0 (H)      | 5–2 (A)      | Primera ronda   | Young Boys          | 5–2                 | 4–1 (A)             | 1–1 (H)             |
| Nice          | 6–3          | 2–3 (A)      | 4–0 (H)      | Quarts de final | Wiener Sport-Club   | 3–2                 | 2–1 (H)             | 1–1 (A)             |
| FC Barcelona  | 6–2          | 3–1 (H)      | 3–1 (A)      | Semifinals      | Rangers             | 12–4                | 6–1 (H)             | 6–3 (A)             |

### Reial Madrid
El Reial Madrid es va classificar per a la competició com a defensor del títol i se'ls va concedir una exempció a la ronda preliminar.
A la primera ronda, el Reial Madrid va derrotar el Jeunesse Esch de Luxemburg per 7-0 a casa a l'anada i per 5-2 a fora a la tornada, per avançar amb un global de 12-2.
El Reial Madrid es va enfrontar al Niça de França als quarts de final. Després de perdre el partit d'anada per 3-2 fora de casa, el Reial Madrid va guanyar el partit de tornada a casa per 4-0 per avançar a les semifinals amb un global de 6-3.
A les semifinals, el Reial Madrid es va enfrontar al seu rival estatal, el FC Barcelona. Després de guanyar el partit d'anada per 3-1 a casa, el Reial Madrid va guanyar el partit de tornada fora de casa pel mateix marcador per avançar a la final amb un global de 6-2.

### Eintracht Frankfurt
L'Eintracht Frankfurt es va classificar per a la competició després de guanyar el campionat alemany de futbol per única vegada el 1959.
A la ronda preliminar, l'Eintracht Frankfurt havia de jugar contra el Kuopion Palloseura (KuPS) de Finlàndia, però se li va concedir una victòria sense jugar després que el KuPS es retirés.
El Young Boys de Suïssa va ser el rival de l'Eintracht Frankfurt a la primera ronda. Després de guanyar el partit d'anada per 4-1 fora de casa, l'Eintracht Frankfurt va empatar el partit de tornada a casa per 1-1 i va avançar amb un global de 5-2.
L'Eintracht Frankfurt es va enfrontar al Wiener Sport-Club d'Àustria als quarts de final. Després de guanyar el partit d'anada per 2-1 a casa, l'Eintracht Frankfurt va empatar el partit de tornada fora de casa per 1-1 i va avançar amb un global de 3-2.
A les semifinals, l'Eintracht Frankfurt va derrotar el Rangers d'Escòcia per 6-1 al partit d'anada a casa i per 6-3 al partit de tornada fora de casa per avançar a la final amb un global de 12-4.

## Partit

### Detalls
| Reial Madrid                                                | 7–3     | Eintracht Frankfurt      |
| ----------------------------------------------------------- | ------- | ------------------------ |
| Di Stéfano 27', 30', 73' Puskás 45+1', 56' (pen.), 60', 71' | Informe | Kress 18' Stein 72', 75' |

| Reial Madrid | Eintracht Frankfurt |

| GK           | 1  | Rogelio Domínguez      |
| RB           | 2  | Marquitos              |
| LB           | 3  | Pachín                 |
| RH           | 4  | José María Vidal       |
| CB           | 5  | José Santamaría        |
| LH           | 6  | José María Zárraga (c) |
| OR           | 7  | Canário                |
| IR           | 8  | Luis del Sol           |
| CF           | 9  | Alfredo Di Stéfano     |
| IL           | 10 | Ferenc Puskás          |
| OL           | 11 | Paco Gento             |
| Entrenador:  |    |                        |
| Miguel Muñoz |    |                        |

| GK          | 1  | Egon Loy               |
| RB          | 2  | Friedel Lutz           |
| LB          | 3  | Hermann Höfer          |
| RH          | 4  | Hans Weilbächer (c)    |
| CB          | 5  | Hans-Walter Eigenbrodt |
| LH          | 6  | Dieter Stinka          |
| OR          | 7  | Richard Kress          |
| IR          | 8  | Dieter Lindner         |
| CF          | 9  | Erwin Stein            |
| IL          | 10 | Alfred Pfaff           |
| OL          | 11 | Erich Meier            |
| Entrenador: |    |                        |
| Paul Oßwald |    |                        |

## Post partit
El partit va establir un rècord d'assistència per a una final de Copa d'Europa amb més de 127.000 persones, mentre que s'estima que 70 milions de persones a tot Europa van veure el partit per televisió. També va establir un rècord de gols en una final de Copa d'Europa amb 10. Com a resultat, el partit sovint se cita com un dels millors partits de futbol mai jugats.
El marge de victòria de quatre gols del Reial Madrid, va establir un rècord del marge de victòria més gran en una final de Copa d'Europa. Això no milloraria fins dècades després que la competició fos rebatejada com a Lliga de Campions de la UEFA. El 2025, el Paris Saint-Germain va derrotar l'Inter de Milà per 5-0 i va batre el rècord.